# Route nationale 788
La route nationale 788 ou RN 788 était une route nationale française reliant Brest à Saint-Pol-de-Léon. À la suite de la réforme de 1972, elle a été déclassée en RD 788. Depuis 2015, la section de Brest à la zone commerciale de l'Hermitage à Gouesnou est déclassée en voie communale.

## Ancien tracé de Brest à Saint-Pol-de-Léon (D 788)
- Brest (rues Pierre-Semard, Valmy et Gouesnou, traversée de la zone de l'Hermitage) (section déclassée en voie communale)
- Plabennec
- Le Drennec
- Le Folgoët
- Lesneven
- Lanhouarneau
- Berven (en Plouzévédé)
- Trézilidé
- Saint-Pol-de-Léon